# Kotys
Kotys (starořecky Κοτυς), též Kotytó (Κοτυτω) či Kottytó (Κοττυτω) je thrácká bohyně, která byla uctívána orgiastickými rituály, často nočními. Na pozdních reliéfech z Thrákie je vyobrazována jako lovecká bohyně podobná řecké Artemidě, ale v literatuře je spojována s Kybelé. Okolo roku 425 př. n. l. byl její kult nejspíše přijat v Korinthu, objevil se také v dórských koloniích na Sicílii a v soukromém prostředí snad také v Athénách, který zahrnoval křestní rituál.
Strabón ve své Geografice přirovnává obřady na počest Kotys k obřadům Dionýsa, Rheii a Bendis a odvozuje z nich rituály orfické. Uvádí také že ji uctíval thrácký kmen Edonů. Pausaniás ve své Cestě po Řecku uvádí že v 2. století byl obnoven její Kotysin portikus u svatyně Asklépia v Epidauru.